# Latrunculia
Latrunculia is een geslacht van sponsdieren uit de klasse van de Demospongiae (gewone sponzen).

## Soorten
- Latrunculia (Biannulata) algoaensis Samaai, Janson & Kelly, 2012
- Latrunculia (Biannulata) austini Samaai, Gibbons & Kelly, 2006
- Latrunculia (Biannulata) citharistae Vacelet, 1969
- Latrunculia (Biannulata) duckworthi Alvarez, Bergquist & Battershill, 2002
- Latrunculia (Biannulata) gotzi Samaai, Janson & Kelly, 2012
- Latrunculia (Biannulata) janeirensis Cordonis, Moraes & Muricy, 2012
- Latrunculia (Biannulata) kaakaariki Alvarez, Bergquist & Battershill, 2002
- Latrunculia (Biannulata) kaikoura Alvarez, Bergquist & Battershill, 2002
- Latrunculia (Biannulata) kerwathi Samaai, Janson & Kelly, 2012
- Latrunculia (Biannulata) lunaviridis Samaai, Gibbons, Kelly & Davies-Coleman, 2003
- Latrunculia (Biannulata) microacanthoxea Samaai, Gibbons, Kelly & Davies-Coleman, 2003
- Latrunculia (Biannulata) millerae Alvarez, Bergquist & Battershill, 2002
- Latrunculia (Biannulata) oparinae Samaai & Krasokhin, 2002
- Latrunculia (Biannulata) procumbens Alvarez, Bergquist & Battershill, 2002
- Latrunculia (Biannulata) purpurea Carter, 1881
- Latrunculia (Biannulata) spinispiraefera Brøndsted, 1924
- Latrunculia (Biannulata) wellingtonensis Alvarez, Bergquist & Battershill, 2002
- Latrunculia (Latrunculia) apicalis Ridley & Dendy, 1886
- Latrunculia (Latrunculia) basalis Kirkpatrick, 1908
- Latrunculia (Latrunculia) biformis Kirkpatrick, 1907
- Latrunculia (Latrunculia) bocagei Ridley & Dendy, 1886
- Latrunculia (Latrunculia) brevis Ridley & Dendy, 1886
- Latrunculia (Latrunculia) ciruela Hajdu, Desqueyroux-Faúndez, Carvalho, Lôbo-Hajdu & Willenz, 2013
- Latrunculia (Latrunculia) copihuensis Hajdu, Desqueyroux-Faúndez, Carvalho, Lôbo-Hajdu & Willenz, 2013
- Latrunculia (Latrunculia) cratera du Bocage, 1869
- Latrunculia (Latrunculia) crenulata Lévi, 1993
- Latrunculia (Latrunculia) fiordensis Alvarez, Bergquist & Battershill, 2002
- Latrunculia (Latrunculia) ikematsui Tanita, 1968
- Latrunculia (Latrunculia) multirotalis Topsent, 1927
- Latrunculia (Latrunculia) novaecaledoniae Samaai, Gibbons & Kelly, 2006
- Latrunculia (Latrunculia) oxydiscorhabda Alvarez, Bergquist & Battershill, 2002
- Latrunculia (Latrunculia) palmata Lévi, 1964
- Latrunculia (Latrunculia) tetraverticillata Mothes, Campos, Eckert & Lerner, 2008
- Latrunculia (Latrunculia) triverticillata Alvarez, Bergquist & Battershill, 2002
- Latrunculia (Latrunculia) verenae Hajdu, Desqueyroux-Faúndez, Carvalho, Lôbo-Hajdu & Willenz, 2013
- Latrunculia (Latrunculia) yepayek Hajdu, Desqueyroux-Faúndez, Carvalho, Lôbo-Hajdu & Willenz, 2013
- Latrunculia rugosa (Vacelet, 1969)
- Latrunculia sceptrellifera (Carter, 1887)
- Latrunculia tricincta Hentschel, 1929
- Latrunculia triloba (Schmidt, 1875)
- Latrunculia velera Lehnert, Stone & Heimler, 2006